# زغال کردن
زغال کردن فرایند شیمیایی احتراق ناقص مواد جامد خاصی در هنگامی است که در معرض دمای بالا قرار گرما بگیرند. ماده معدنی به دست آمده را char می‌نامند. با عمل گرما، فرایند زغال کردن، هیدروژن و اکسیژن را از جامد می‌زداید، به‌طوری که ماده باقی مانده به‌طور عمده از کربن تشکیل شده‌است. پلیمرها مانند ترموستات یا اکثر ترکیبات جامد مانند چوب و بافت‌های بیولوژیکی، رفتار زغال شدن را از خود بروز می‌دهند.

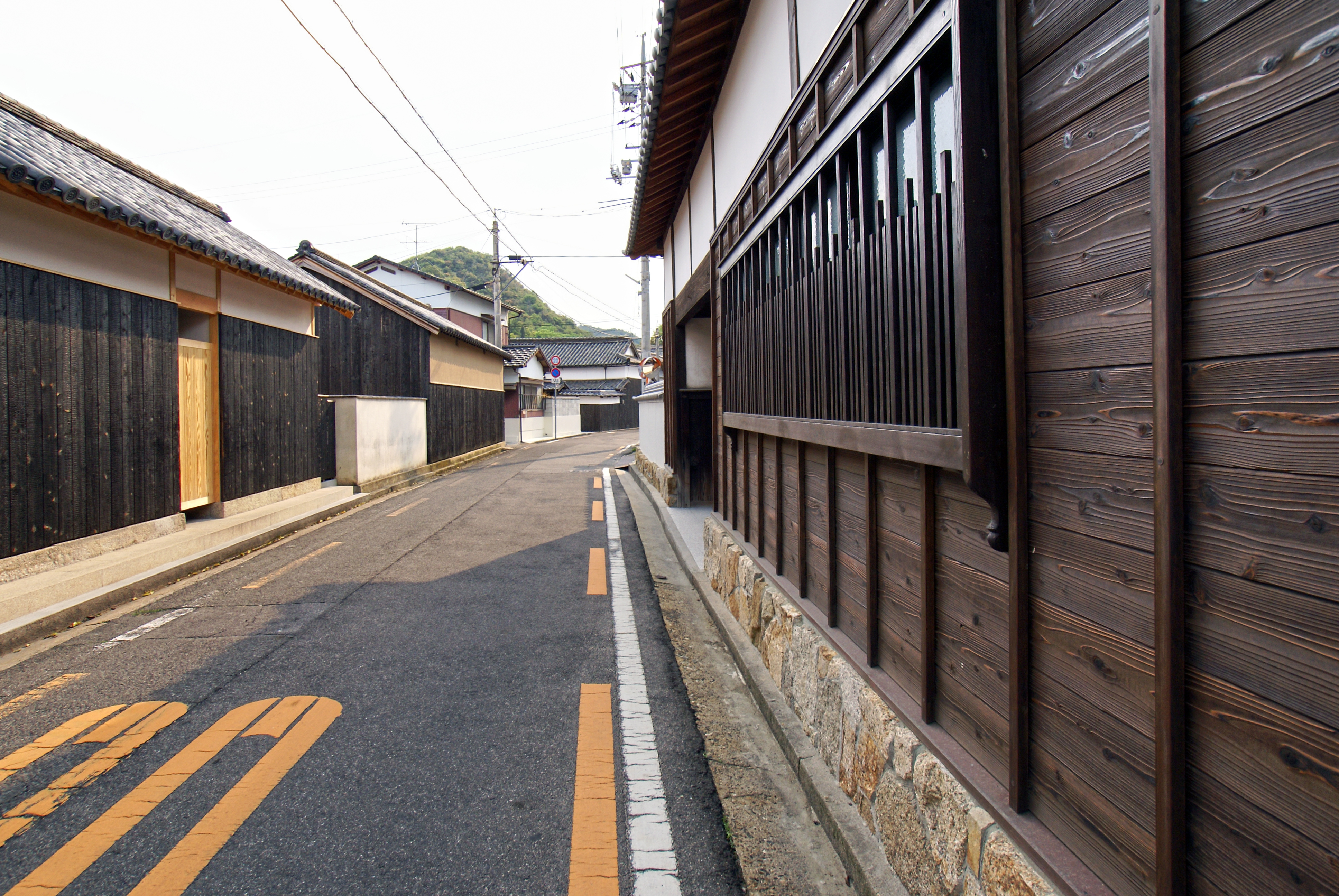
خانه‌های سنتی در Naoshima، کاگاوا با پانل‌های yakisugi پوشیده شده‌است

## حفظ چوب
زغال کردن همچنین یک روش برای حفظ چوب است. در ژاپن این روش سنتی yakisugi نامیده می‌شود.

## تعاریف قانونی
زغال کردن تعریف خاصی در قانون مشترک انگلستان دارد.